# Black Tide
Black Tide to utworzona w 2004 amerykańska grupa heavymetalowa z Miami, Floryda. 18 marca 2008 zespół wydał swój debiutancki album, Light From Above.

## Skład zespołu
- Gabriel Garcia - śpiew, gitara prowadząca (2004-)
- Zakk Sandler - gitara basowa, wokal wspierający (2004-)
- Steven Spence - perkusja (2007-)
- Austin Diaz - gitara rytmiczna, wokal wspierający (2008-)

### Byli członkowie
- Raul Garcia – perkusja (2004-2006)
- Alex Nuñez – gitara rytmiczna (2004-2008)

## Dyskografia
| Light From Above            | - Data: 11 lutego 2008 - Wydawca: Interscope Records           | 73 | - USA: 11,4 tys.+ |
| Post Mortem                 | - Data: 22 sierpnia 2011 - Wydawca: Interscope Records         | 73 | - USA: 5,8 tys.+  |
| Chasing Shadows             | - Data: 16 października 2015 - Wydawca: Pavement Entertainment | —  |                   |
| "—" album nie był notowany. |                                                                |    |                   |

## Nagrody i wyróżnienia
| Rok  | Kategoria                   | Tytułem    | Nagroda         | Nota | Źródło |
| ---- | --------------------------- | ---------- | --------------- | ---- | ------ |
| 2008 | Best International Newcomer | Black Tide | Kerrang! Awards | Laur | [ 7 ]  |